# 魏怀仁
魏懷仁（1958年—），又名魏三，緬甸果敢政治人物。

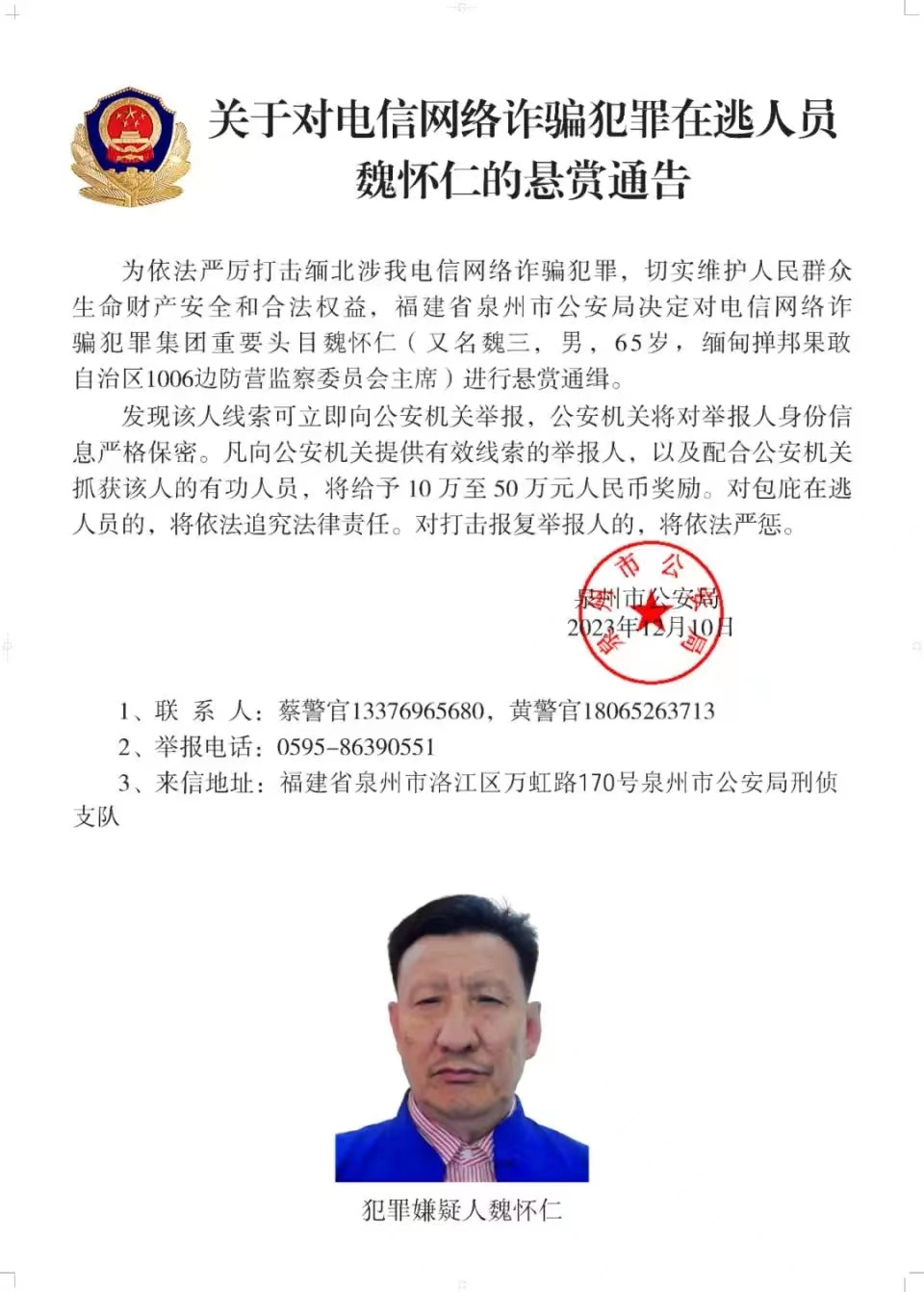
中国警方对魏怀仁的通缉令

魏懷仁於1958年出生於果敢的木瓜寨，初中學歷:501。其祖籍江西，為果敢地區領導人魏超仁之弟。他在家中排行第三，因此被稱為「魏三」，後來以這一名字為果敢人所知。早年同兄長一起參加緬甸共產黨游擊隊。1989年彭家聲率部宣佈脫離緬共成立緬甸民族民主同盟軍，同盟軍的名字也是由魏懷仁首先提出。此後他跟隨兄長魏超仁在江西勐古893師2旅供職:501。楊茂良主政期間，893師被改編為128師:488-489，魏懷仁任副師長:451-453。1993年，楊茂良成立撣邦第一特區軍事委員會，魯光賢、陳子良、桑剛、魏懷仁、余紹友、楊茂賢、楊克勳、楊三、陳宏亮、刀宗保10人同時擔任候補委員。:295-296。1995年，勐古縣縣長孟薩拉叛亂，成立勐古保衛軍，楊茂良派兵鎮壓。因戰局膠著，楊茂良派副總參謀長字三、128師副師長魏懷仁，率領907營借道滾弄前去支援:451-453。2005年，被提拔為同盟軍副參謀長:501。
2009年八八事件期間，其兄魏超仁與白所成、劉國璽、明學昌等人發動兵變奪權，宣佈同緬甸政府合作並放棄抵抗，彭家聲派系遭到驅逐:453-456。25日，撣邦第一特區臨時管理委員會成立，以白所成為主席，張德文、李忠祥、楊忠衛、劉國璽為副主席，魏超仁、魏懷仁、王國政、字三、楊子軍、明學昌為委員:313-314。8月30日，魏懷仁被臨管會提拔為同盟軍參謀長，原執法處副處長兼禁毒委副主任楊小建則被提拔為副參謀長，負責主持恢復同盟軍組織建制工作，收集流散各地的槍支彈藥。12月2日，留在果敢的同盟軍正式被緬甸國防部收編為緬甸邊防部隊1006邊防營。緬甸聯邦軍事安全局局長耶敏中將，東北軍區司令部昂丹圖少將，邊防部隊及民兵長官貌貌翁少將，老街軍分區司令拉敏準將，臨管會主席白所成，副主席李忠祥、魏超仁、劉國璽、張德文出席會議。1006邊防營下轄3個連三百餘人，駐老象塘，由原副參謀長楊小建任營長:453-456。在同日的授銜儀式上，魏懷仁被授予上校軍銜。2010年8月27日，任老街縣選舉委員會委員:501。2011年，魏懷仁被任命為邊防營的監察委員會主任:453-456。
作為果敢四大家族之一的魏家，在魏超仁年長之後，逐漸將家族權力移交給兒子魏青濤、女兒魏榕和弟弟魏懷仁。魏懷仁成為魏家事實上的家族首領，掌握軍權，使魏家成為了果敢唯一一個同時掌握政治和軍事權力的家族。
在2015年緬甸議會選舉中，魏懷仁代表拱掌第一選區當選撣邦議會議員。2016年4月5日，白應能、魏懷仁及緬甸軍方代表昂凱溫中校一起就任第二屆果敢自治區領導委員會常委。2020年選舉，他代表拱掌鎮區當選缅甸人民院議員。
2023年12月10日，因涉嫌电信网络诈骗，他與魏榕、魏青松被福建省泉州市公安局懸賞通緝。2024年1月4日，他被緬甸民族民主同盟軍抓獲。同年1月30日，白所成、白應蒼、魏懷仁、劉正祥、劉正茂、徐老發等共10人被緬甸警方移交給中國警方。